# Agnieszka Radwańska
Agnieszka Roma Radwańska (anhörenⓘ) (* 6. März 1989 in Krakau) ist eine ehemalige polnische Tennisspielerin. Sie spielte wie ihre jüngere Schwester Urszula Radwańska für Nadwiślan Kraków (Krakau). 2005 in Wimbledon und 2006 bei den French Open gewann sie jeweils den Titel bei den Juniorinnen. Radwańskas größter sportlicher Erfolg war der Gewinn der WTA Championships 2015.

## Karriere

### 2005–2007
2005 gewann sie das Turnier von Wimbledon im Juniorinnen-Wettbewerb, als sie im Finale Tamira Paszek mit 6:3 und 6:4 besiegte.
Im Mai 2006 machte sie auf der Profitour erstmals auf sich aufmerksam, als sie in der ersten Runde des Tier-II-Turniers in Warschau Anastassija Myskina in drei Sätzen besiegte und erst im Viertelfinale an Jelena Dementjewa scheiterte. Am 11. Juni gewann sie ohne Satzverlust auch die French Open der Juniorinnen, als sie im Finale Anastassija Pawljutschenkowa 6:4, 6:1 besiegte. Daraufhin erhielt sie eine Wildcard für das Hauptfeld in Wimbledon. Gleich bei ihrem Debüt in der Damenkonkurrenz erreichte sie dort als erst zweite Polin in der Turniergeschichte das Achtelfinale, unterlag jedoch der späteren Halbfinalistin Kim Clijsters.
Im August qualifizierte sie sich für das Hauptfeld der US Open, bei denen sie in der zweiten Runde an Tatiana Golovin scheiterte. Im September eliminierte sie nach überstandener Qualifikation beim Tier-II-Turnier in Luxemburg die ehemalige Nummer eins, Venus Williams, sowie die an Position eins gesetzte Jelena Dementjewa und zog ins Halbfinale ein, in dem sie Francesca Schiavone unterlag. Das Jahr beendete sie auf Position 57 der WTA-Weltrangliste. Für ihre Saisonleistung wurde Radwańska im März 2007 mit dem WTA-Award als beste Newcomerin des Jahres 2006 ausgezeichnet.
In der Saison 2007 erreichte sie erst in Indian Wells wieder ihre Vorjahresform. In der Begegnung gegen die Favoritin Lucie Šafářová vergab Radwańska drei Matchbälle und verlor mit 3:6, 7:62, 6:74. In Miami besiegte sie dann Shenay Perry (6:2, 6:1) und Zheng Jie (6:3, 6:4) ohne Probleme. In Runde drei verspielte sie gegen die ehemalige Weltranglistenerste Martina Hingis zunächst eine 4:2-Führung im ersten Satz, gewann den zweiten mit offensivem und variantenreichem Spiel und war im dritten Satz schließlich klar die Stärkere; sie besiegte die Nummer 6 der Welt mit 4:6, 6:3 und 6:2. Nach weiteren guten Resultaten gelang Radwańska im Juli der Durchbruch, als sie in Stockholm ohne Satzverlust ihr erstes WTA-Turnier gewann. Im Finale besiegte sie Wera Duschewina klar mit 6:1, 6:1. Bei den US Open gelang ihr eine kleine Sensation, als sie in der dritten Runde die an Position zwei gesetzte Marija Scharapowa aus dem Turnier warf. Radwańska beendete das Jahr auf Platz 26 der WTA-Weltrangliste.

### 2008–2010
Nach einem misslungenen Saisonstart 2008 in Hobart erreichte sie bei den Australian Open ihr erstes Viertelfinale bei einem Grand-Slam-Turnier, nachdem sie Swetlana Kusnezowa und Nadja Petrowa besiegt hatte. Kurz darauf gewann sie ihren zweiten WTA-Titel in Pattaya.
Nach guten Ergebnissen bei den Tier-I-Turnieren in Doha (Halbfinale) und in  Indian Wells (Viertelfinale) gewann sie auch das WTA-Turnier in Istanbul, bei dem sie im Finale Jelena Dementjewa 6:3, 6:2 besiegte. Damit überschritt ihr bis dahin gewonnenes Preisgeld die 1-Million-Dollar-Marke. Sie war die erste polnische Tennisspielerin, der dies gelungen war. Bei den French Open zog sie erstmals ins Achtelfinale ein.
Nach verletzungsbedingter Absage in Birmingham startete sie mit ihrem bis dahin größten Erfolg in die Rasensaison: sie gewann das Turnier in Eastbourne mit einem Endspielsieg über Nadja Petrowa.
In Wimbledon erreichte sie mit einem dramatischen Dreisatzsieg über Swetlana Kusnezowa das zweite Viertelfinale bei einem Grand-Slam-Turnier. Im sechsten Aufeinandertreffen der beiden war dies der zweite Sieg für Radwańska – wiederum auf Grand-Slam-Ebene. Am 7. Juli wurde sie erstmals in den Top Ten geführt.
In der Saison 2009 bestätigte Radwańska die im Vorjahr erzielten Leistungen und beendete die Saison abermals als Weltranglistenzehnte.
Bei den US-Hartplatzturnieren erzielte sie 2010 erneut beachtenswerte Ergebnisse: Das Finale von San Diego verlor sie gegen Swetlana Kusnezowa, in den Halbfinalpartien von Indian Wells, Dubai und Stanford unterlag sie Caroline Wozniacki, Wiktoryja Asaranka bzw. Marija Scharapowa und im Viertelfinale von Miami und Montreal scheiterte sie an Venus Williams bzw. Swetlana Kusnezowa. Mit dem Einzug ins Achtelfinale von Wimbledon, in dem sie gegen Li Na in zwei Sätzen den Kürzeren zog, erzielte sie ihr bestes Ergebnis bei einem Grand-Slam-Turnier. Den Rest der Saison musste sie wegen einer gebrochenen Zehe streichen.

### 2011–2013

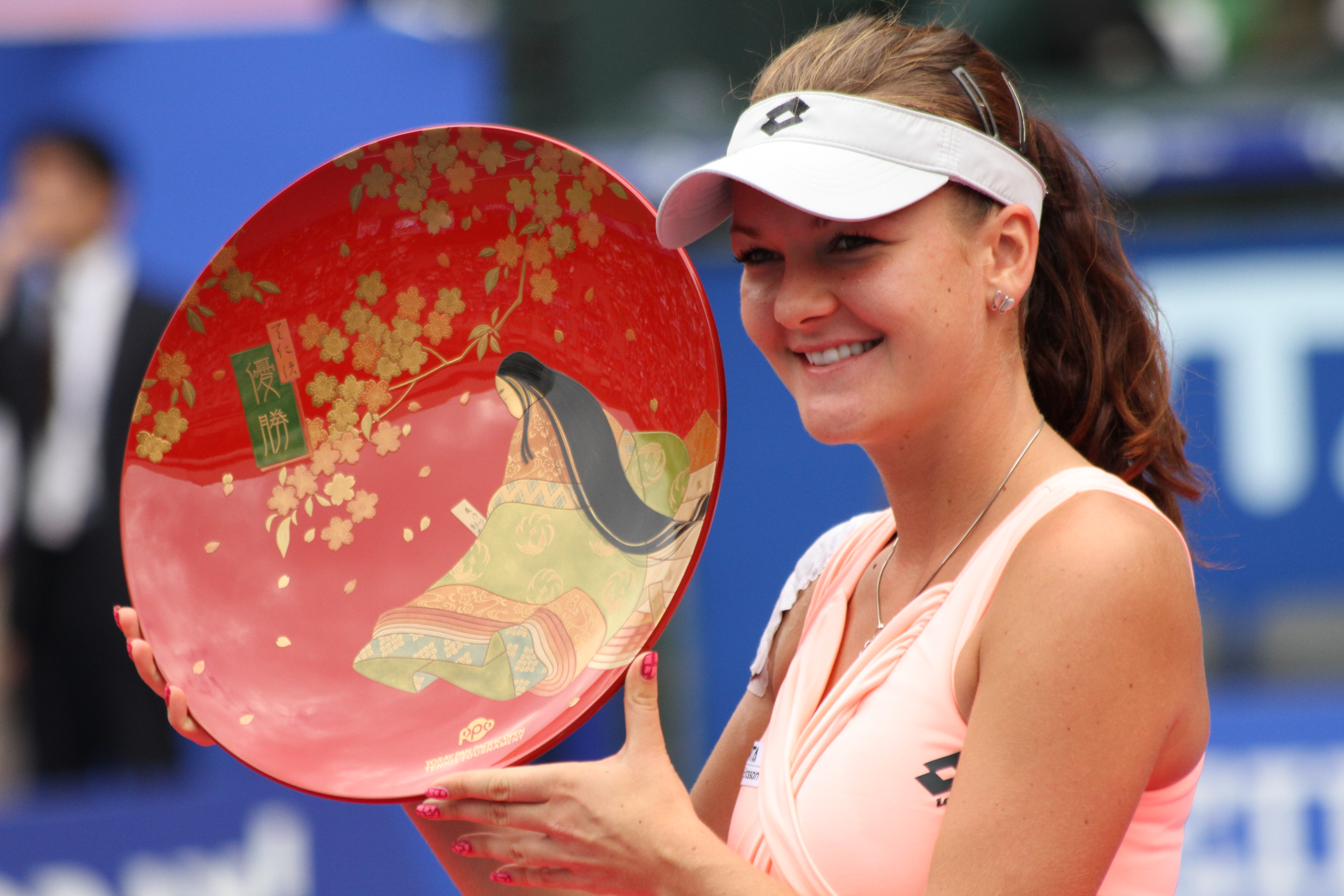
2011 nach ihrem Sieg in Tokio

Bei ihrem ersten Turnier 2011, den Australian Open, verlor sie im Viertelfinale gegen die spätere Siegerin Kim Clijsters mit 3:6, 6:74. In Doha war gegen Swetlana Kusnetsowa im Viertelfinale Schluss. Bis zum Achtelfinale kam sie in Indian Wells (Niederlage gegen Asaranka) wie später auch in Roland Garros (gegen Scharapowa). Beim Rasenturnier in Eastbourne schied sie im Viertelfinale gegen die spätere Wimbledon-Siegerin Petra Kvitová aus. In Wimbledon selbst musste sie sich bereits in Runde zwei Petra Cetkovská geschlagen geben. Die Hartplatzsaison begann beim WTA-Turnier in Stanford mit einem Viertelfinaleinzug (Niederlage gegen Sabine Lisicki). In San Diego folgte nach Siegen u. a. über Andrea Petković und Wera Swonarjowa endlich wieder ein Titelgewinn, es war ihr fünfter auf der Tour. Mit Finalsiegen über Swonarjowa und Petković folgten die Titel Nummer sechs und sieben in Tokio und Peking.
2012 scheiterte sie bei den Australian Open im Viertelfinale an der späteren Siegerin Wiktoryja Asaranka mit 7:6, 0:6, 2:6. In Dubai besiegte sie im Finale Julia Görges. Den zweiten Turniersieg des Jahres feierte Radwańska in Miami, wo sie im Finale Scharapowa in zwei Sätzen bezwang. Vor den French Open sicherte sie sich den nächsten Titel, als sie im Finale von Brüssel Simona Halep mit 7:5, 6:0 besiegte. In Roland Garros musste sie sich in Runde drei der wiedererstarkten Swetlana Kusnezowa überraschend deutlich geschlagen geben. In Wimbledon zog Radwańska dann erstmals in das Finale eines Grand-Slam-Turniers ein. Sie unterlag Serena Williams mit 1:6, 7:5, 2:6, erreichte aber mit Position zwei der WTA-Weltrangliste ihre bislang beste Platzierung. Bei der Eröffnungsfeier der Olympischen Spiele in London führte sie als Flaggenträgerin die polnische Delegation an. Im Turnier scheiterte sie dann unerwartet an Julia Görges. Bei den WTA Championships in Istanbul erreichte sie durch zwei Siege in den Gruppenspielen über Petra Kvitová und Sara Errani das Halbfinale, in dem sie gegen Serena Williams in zwei Sätzen verlor.
2013 gewann Radwańska WTA-Titel in Auckland, Sydney und in Seoul. In Auckland siegte sie im Finale gegen Yanina Wickmayer und in Sydney gegen Dominika Cibulková. Beide Turniere beendete sie ohne Satzverlust. Bei den Australian Open schied sie im Viertelfinale gegen Li Na aus. Bei den Turnieren in Doha und Miami erreichte sie jeweils das Halbfinale. In Doha musste sie sich Asaranka geschlagen geben und in Miami unterlag sie Serena Williams in zwei Sätzen. Im April trat sie mit der polnischen Mannschaft im Fed Cup gegen Belgien an und gewann ihre beiden Partien. Bei den French Open schied sie im Viertelfinale in einer engen Partie (Endstand: 6:4 und 7:66) gegen Sara Errani aus. In Wimbledon zog sie ins Halbfinale ein, wo sie gegen Sabine Lisicki in drei Sätzen mit 4:6, 6:2, 7:9 verlor. Nach dem Turnier stand sie auf Position 4 der Weltrangliste. In Stanford kam sie ins Finale, in dem sie nach gewonnenem ersten Satz Dominika Cibulková unterlag. In Carlsbad und später in Tokio erreichte sie jeweils das Viertelfinale (Niederlagen gegen Samantha Stosur und Angelique Kerber). In Cincinnati konnte sie ihr Viertelfinalmatch gegen Li Na nicht antreten. Bei den Turnieren in Toronto und Peking musste sie sich jeweils im Halbfinale Serena Williams geschlagen geben. Bei den US Open schied sie im Achtelfinale aus. Das durchweg gute Jahr endete also ohne großen Turniersieg.

### 2014–2018
Bei den Australian Open erreichte sie 2014 das Halbfinale, indem sie im Viertelfinale Asaranka aus dem Turnier warf. Beim Turnier in Doha erreicht sie zum dritten Mal in Folge das Halbfinale, das sie gegen die spätere Turniersiegerin Simona Halep in zwei Sätzen verlor. In Indian Wells zog sie ins Finale ein, unterlag dort jedoch Flavia Pennetta. Beim Turnier in Miami verlor sie im Viertelfinale mit 6:3, 6:7, 3:6 gegen Dominika Cibulková. In Madrid kam sie bis ins Halbfinale, in dem sie Scharapowa unterlag. Bei den French Open schied sie überraschend in der dritten Runde gegen Ajla Tomljanović aus. In Wimbledon musste sie sich im Achtelfinale Jekaterina Makarowa geschlagen geben. Beim Rogers Cup gewann sie ihren ersten Saisontitel, als sie Venus Williams im Endspiel mit 6:4 und 6:2 besiegte. Beim folgenden WTA-Turnier in Cincinnati scheiterte sie im Viertelfinale knapp an Caroline Wozniacki. Bei den US Open verlor sie in der zweiten Runde gegen die spätere Halbfinalistin Peng Shuai. Im Dezember wurde bekannt, dass Martina Navrátilová in Zukunft Radwańskas Trainerteam angehört.
Das Jahr 2015 begann sie zusammen mit ihrem Landsmann Jerzy Janowicz beim Hopman Cup in Perth. In der Vorrunde gewann sie zwei ihrer drei Einzel- und alle Mixedpartien. Sie erreichten das Finale gegen die USA, das sie mit 2:1 gewannen und so Polen erstmals den Sieg bei diesem Mannschaftswettbewerb sicherten. Bei den Australian Open verlor sie im Achtelfinale gegen mit 3:6, 6:2, 1:6n Venus Williams. Bei den French Open unterlag sie bereits in der ersten Runde mit 2:6, 6:3, 1:6 Annika Beck. Nach durchwachsener ersten Saisonhälfte zog sie beim Rasenturnier in Eastbourne ins Finale ein, in dem sie Belinda Bencic in drei Sätzen unterlag; den dritten Satz verlor sie dabei mit 0:6. In Wimbledon stand Radwańska dann zum dritten Mal im Halbfinale, das sie gegen Garbiñe Muguruza verlor. Durch den Halbfinaleinzug kehrte sie in die Top 10 der Weltrangliste zurück. In Flushing Meadows scheiterte sie in der dritten Runde mit 3:6, 2:6 an Madison Keys. Ihren ersten WTA-Titel im Jahr 2015 feierte sie bei den Toray Pan Pacific Open in Tokio, wo sie im Endspiel Belinda Bencic mit 6:2, 6:2 besiegte. Bei den WTA Tour Championships zog sie nach nur einem Sieg (über die topgesetzte Simona Halep) aus den Gruppenspielen ins Semifinale ein. Dort besiegte sie Garbiñe Muguruza mit 6:75, 6:3, 7:5. Schließlich gewann sie auch das Finale gegen Petra Kvitová mit 6:2, 4:6, 6:3.
2016 begann Radwańska mit dem Titelgewinn in Shenzhen, wo sie Alison Riske im Finale mit 6:3, 6:2 bezwang. Zwei Wochen später erreichte sie das Halbfinale bei den Australian Open. In den folgenden Wochen erreichte sie auch die Halbfinals in Doha, Indian Wells und Stuttgart. Bei den French Open erreichte Radwańska das Achtelfinale, wo sie nach etlichen Regenunterbrechungen an Zwetana Pironkowa scheiterte. In Wimbledon erreichte sie ebenso das Achtelfinale, in dem sie gegen Dominika Cibulková 3:6, 7:5, 7:9 verlor. Den zweiten Titelgewinn des Jahres feierte die in New Haven, nachdem sie Elina Switolina mit 6:1 und 7:6 im Endspiel bezwang. Bei den US Open kam sie zum wiederholten Male nicht über das Achtelfinale hinaus. Der dritte und letzte Titelgewinn der Saison gelang ihr in Peking. Das Endspiel gegen Johanna Konta entschied sie mit 6:4 und 6:2 für sich. Aufgrund der konstant guten Saisonleistungen qualifizierte sie sich für die WTA Championships. Dort erreichte sie das Halbfinale, in dem sie Angelique Kerber unterlag.
Zum Saisonstart 2017 gelang Radwańska der Finaleinzug in Sydney. Dort musste sie sich Johanna Konta geschlagen geben.
Am 14. November 2018 verkündete Radwanska ihren Rücktritt vom Profisport, da sie nicht mehr auf dem Level spielen könne, wie sie es gewohnt gewesen sei.

## Turniersiege

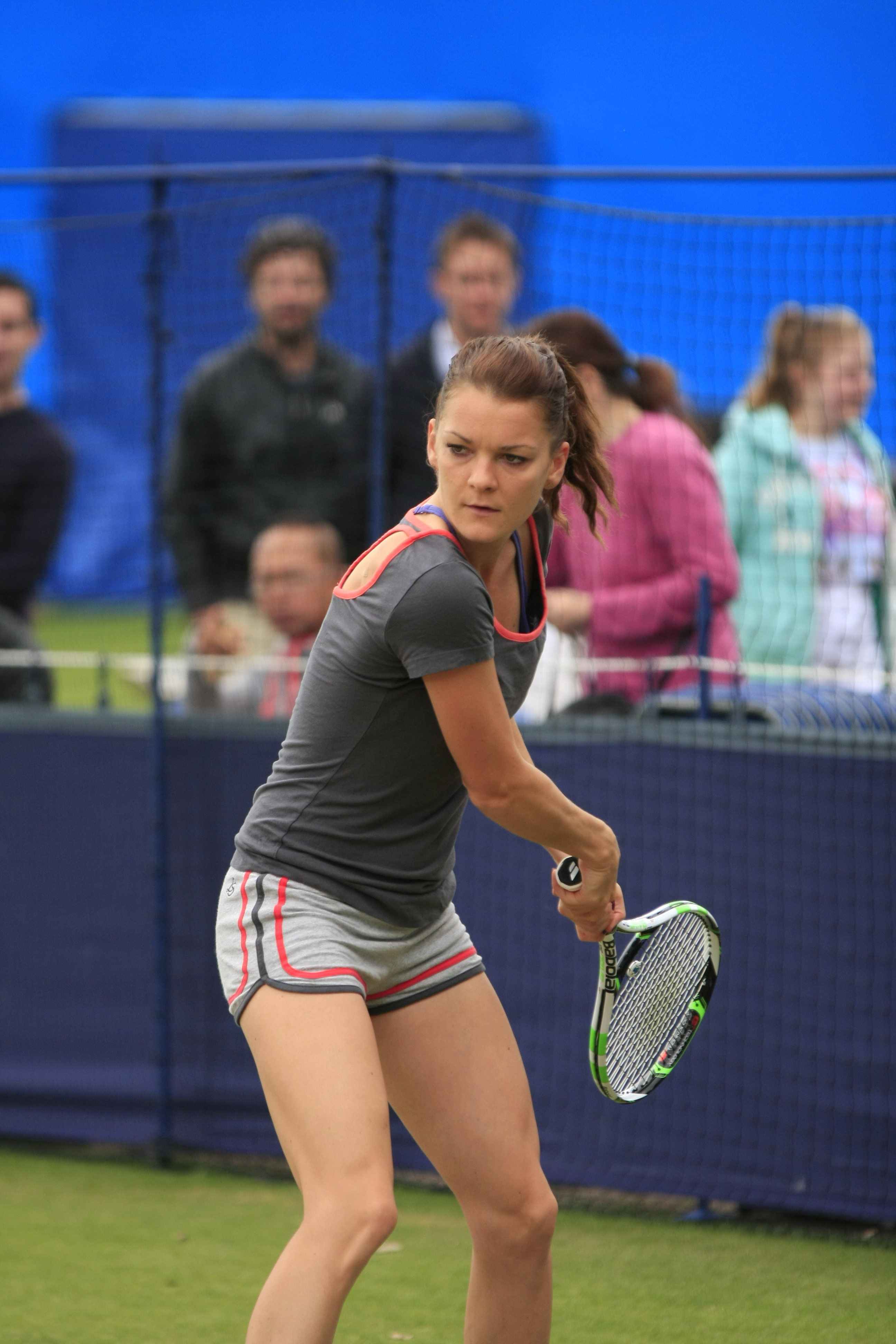
2014 beim Training in Eastbourne

### Einzel
| Nr. | Datum              | Turnier    | Kategorie              | Belag             | Finalgegnerin                | Ergebnis        |
| --- | ------------------ | ---------- | ---------------------- | ----------------- | ---------------------------- | --------------- |
| 1.  | 12. Juni 2005      | Warschau   | ITF $10.000            | Sand              | Oksana Teplyakova            | 6:1, 6:3        |
| 2.  | 15. Juli 2007      | Biella     | ITF $100.000           | Sand              | Karin Knapp                  | 6:3, 6:3        |
| 3.  | 5. August 2007     | Stockholm  | WTA Tier IV            | Hartplatz         | Wera Duschewina              | 6:1, 6:1        |
| 4.  | 10. Februar 2008   | Pattaya    | WTA Tier IV            | Hartplatz         | Jill Craybas                 | 6:2, 1:6, 7:64  |
| 5.  | 24. Mai 2008       | Istanbul   | WTA Tier III           | Sand              | Jelena Dementjewa            | 6:3, 6:2        |
| 6.  | 21. Juni 2008      | Eastbourne | WTA Tier II            | Rasen             | Nadja Petrowa                | 6:4, 6:711, 6:4 |
| 7.  | 7. August 2011     | San Diego  | WTA Premier            | Hartplatz         | Wera Swonarjowa              | 6:3, 6:4        |
| 8.  | 1. Oktober 2011    | Tokio      | WTA Premier 5          | Hartplatz         | Wera Swonarjowa              | 6:3, 6:2        |
| 9.  | 9. Oktober 2011    | Peking     | WTA Premier Mandatory  | Hartplatz         | Andrea Petković              | 7:5, 0:6, 6:4   |
| 10. | 25. Februar 2012   | Dubai      | WTA Premier            | Hartplatz         | Julia Görges                 | 7:5, 6:4        |
| 11. | 31. März 2012      | Miami      | WTA Premier Mandatory  | Hartplatz         | Marija Scharapowa            | 7:5, 6:4        |
| 12. | 26. Mai 2012       | Brüssel    | WTA Premier            | Sand              | Simona Halep                 | 7:5, 6:0        |
| 13. | 5. Januar 2013     | Auckland   | WTA International      | Hartplatz         | Yanina Wickmayer             | 6:4, 6:4        |
| 14. | 11. Januar 2013    | Sydney     | WTA Premier            | Hartplatz         | Dominika Cibulková           | 6:0, 6:0        |
| 15. | 22. September 2013 | Seoul      | WTA International      | Hartplatz         | Anastassija Pawljutschenkowa | 6:76, 6:3, 6:4  |
| 16. | 10. August 2014    | Montreal   | WTA Premier 5          | Hartplatz         | Venus Williams               | 6:4, 6:2        |
| 17. | 27. September 2015 | Tokio      | WTA Premier            | Hartplatz         | Belinda Bencic               | 6:2, 6:2        |
| 18. | 18. Oktober 2015   | Tianjin    | WTA International      | Hartplatz         | Danka Kovinić                | 6:1, 6:2        |
| 19. | 1. November 2015   | Singapur   | WTA Tour Championships | Hartplatz (Halle) | Petra Kvitová                | 6:2, 4:6, 6:3   |
| 20. | 9. Januar 2016     | Shenzhen   | WTA International      | Hartplatz         | Alison Riske                 | 6:3, 6:2        |
| 21. | 27. August 2016    | New Haven  | WTA Premier            | Hartplatz         | Elina Switolina              | 6:1, 7:63       |
| 22. | 9. Oktober 2016    | Peking     | WTA Premier Mandatory  | Hartplatz         | Johanna Konta                | 6:4, 6:2        |

### Doppel
| Nr. | Datum         | Turnier  | Kategorie             | Belag             | Partnerin          | Finalgegnerinnen           | Ergebnis          |
| --- | ------------- | -------- | --------------------- | ----------------- | ------------------ | -------------------------- | ----------------- |
| 1.  | 27. Mai 2007  | Istanbul | WTA Tier III          | Sand              | Urszula Radwańska  | Chan Yung-jan Sania Mirza  | 6:1, 6:3          |
| 2.  | 3. April 2011 | Miami    | WTA Premier Mandatory | Hartplatz (Halle) | Daniela Hantuchová | Liezel Huber Nadja Petrowa | 7:65, 2:6, [10:8] |

### Team-Wettbewerbe
| Nr. | Datum           | Turnier    | Kategorie | Belag             | Partner        | Finalgegner                | Ergebnis |
| --- | --------------- | ---------- | --------- | ----------------- | -------------- | -------------------------- | -------- |
| 1.  | 10. Januar 2015 | Hopman Cup | ITF       | Hartplatz (Halle) | Jerzy Janowicz | Serena Williams John Isner | 2:1      |

## Karrierestatistik und Turnierbilanz

### Einzel
| Turnier                      | 2004              | 2005              | 2006              | 2007              | 2008              | 2009              | 2010              | 2011              | 2012              | 2013              | 2014              | 2015              | 2016              | 2017              | 2018              | Titel / Teiln. | Titel / Teiln. |
| ---------------------------- | ----------------- | ----------------- | ----------------- | ----------------- | ----------------- | ----------------- | ----------------- | ----------------- | ----------------- | ----------------- | ----------------- | ----------------- | ----------------- | ----------------- | ----------------- | -------------- | -------------- |
| Australian Open              | –                 | –                 | –                 | 2                 | VF                | 1                 | 3                 | VF                | VF                | VF                | HF                | AF                | HF                | 2                 | 3                 | 0 / 12         | 0 / 12         |
| French Open                  | –                 | –                 | –                 | 1                 | AF                | AF                | 2                 | AF                | 3                 | VF                | 3                 | 1                 | AF                | 3                 | –                 | 0 / 11         | 0 / 11         |
| Wimbledon                    | –                 | –                 | AF                | 3                 | VF                | VF                | AF                | 2                 | F                 | HF                | AF                | HF                | AF                | AF                | 2                 | 0 / 13         | 0 / 13         |
| US Open                      | –                 | –                 | 2                 | AF                | AF                | 2                 | 2                 | 2                 | AF                | AF                | 2                 | 3                 | AF                | 3                 | 1                 | 0 / 13         | 0 / 13         |
| WTA Finals                   | –                 | –                 | –                 | –                 | RR                | RR                | –                 | RR                | HF                | RR                | HF                | S                 | HF                | –                 | –                 | 1 / 8          | 1 / 8          |
| Doha                         | andere Kategorie  | andere Kategorie  | andere Kategorie  | andere Kategorie  | HF                | n. a. bzw. a. K.  | n. a. bzw. a. K.  | n. a. bzw. a. K.  | HF                | HF                | HF                | a. K.             | HF                | a. K.             | 2                 | 0 / 6          | 0 / 6          |
| Dubai                        | andere Kategorie  | andere Kategorie  | andere Kategorie  | andere Kategorie  | andere Kategorie  | 1                 | HF                | VF                | andere Kategorie  | andere Kategorie  | andere Kategorie  | AF                | a. K.             | AF                | a. K.             | 0 / 5          | 0 / 5          |
| Indian Wells                 | –                 | –                 | –                 | 2                 | VF                | VF                | HF                | AF                | VF                | AF                | F                 | 3                 | HF                | 3                 | 2                 | 0 / 12         | 0 / 12         |
| Miami                        | –                 | –                 | –                 | AF                | 2                 | AF                | VF                | VF                | S                 | HF                | VF                | AF                | AF                | 3                 | AF                | 1 / 12         | 1 / 12         |
| Charleston                   | –                 | –                 | –                 | –                 | AF                | andere Kategorie  | andere Kategorie  | andere Kategorie  | andere Kategorie  | andere Kategorie  | andere Kategorie  | andere Kategorie  | andere Kategorie  | andere Kategorie  | andere Kategorie  | 0 / 1          | 0 / 1          |
| Berlin                       | –                 | –                 | –                 | –                 | AF                | nicht ausgetragen | nicht ausgetragen | nicht ausgetragen | nicht ausgetragen | nicht ausgetragen | nicht ausgetragen | nicht ausgetragen | nicht ausgetragen | nicht ausgetragen | nicht ausgetragen | 0 / 1          | 0 / 1          |
| Madrid                       | nicht ausgetragen | nicht ausgetragen | nicht ausgetragen | nicht ausgetragen | nicht ausgetragen | 1                 | 2                 | 2                 | HF                | 2                 | HF                | AF                | 1                 | –                 | –                 | 0 / 8          | 0 / 8          |
| Rom                          | –                 | –                 | –                 | 1                 | AF                | VF                | AF                | 2                 | 2                 | 2                 | VF                | –                 | –                 | –                 | –                 | 0 / 8          | 0 / 8          |
| San Diego                    | –                 | –                 | –                 | –                 | n. a. bzw. a. K.  | n. a. bzw. a. K.  | n. a. bzw. a. K.  | n. a. bzw. a. K.  | n. a. bzw. a. K.  | n. a. bzw. a. K.  | n. a. bzw. a. K.  | n. a. bzw. a. K.  | n. a. bzw. a. K.  | n. a. bzw. a. K.  | n. a. bzw. a. K.  | 0 / 0          | 0 / 0          |
| Kanada                       | –                 | –                 | –                 | –                 | –                 | VF                | AF                | HF                | VF                | HF                | S                 | VF                | AF                | AF                | –                 | 1 / 9          | 1 / 9          |
| Cincinnati                   | andere Kategorie  | andere Kategorie  | andere Kategorie  | andere Kategorie  | andere Kategorie  | 2                 | AF                | –                 | VF                | VF                | VF                | 1                 | VF                | 1                 | 1                 | 0 / 9          | 0 / 9          |
| Tokio                        | –                 | –                 | –                 | –                 | VF                | HF                | VF                | S                 | F                 | VF                | andere Kategorie  | andere Kategorie  | andere Kategorie  | andere Kategorie  | andere Kategorie  | 1 / 6          | 1 / 6          |
| Moskau                       | –                 | –                 | –                 | AF                | –                 | andere Kategorie  | andere Kategorie  | andere Kategorie  | andere Kategorie  | andere Kategorie  | andere Kategorie  | andere Kategorie  | andere Kategorie  | andere Kategorie  | andere Kategorie  | 0 / 1          | 0 / 1          |
| Peking                       | nicht ausgetragen | nicht ausgetragen | nicht ausgetragen | nicht ausgetragen | nicht ausgetragen | F                 | 1                 | S                 | VF                | HF                | 2                 | HF                | S                 | AF                | –                 | 2 / 9          | 2 / 9          |
| Wuhan                        | nicht ausgetragen | nicht ausgetragen | nicht ausgetragen | nicht ausgetragen | nicht ausgetragen | nicht ausgetragen | nicht ausgetragen | nicht ausgetragen | nicht ausgetragen | nicht ausgetragen | 2                 | 1                 | VF                | AF                | –                 | 0 / 4          | 0 / 4          |
| Zürich                       | –                 | –                 | Q1                | VF                | n. a. bzw. a. K.  | n. a. bzw. a. K.  | n. a. bzw. a. K.  | n. a. bzw. a. K.  | n. a. bzw. a. K.  | n. a. bzw. a. K.  | n. a. bzw. a. K.  | n. a. bzw. a. K.  | n. a. bzw. a. K.  | n. a. bzw. a. K.  | n. a. bzw. a. K.  | 0 / 1          | 0 / 1          |
| Olympische Spiele            | –                 | nicht ausgetragen | nicht ausgetragen | nicht ausgetragen | 2                 | nicht ausgetragen | nicht ausgetragen | nicht ausgetragen | 1                 | nicht ausgetragen | nicht ausgetragen | nicht ausgetragen | 1                 | n. a.             | n. a.             | 0 / 3          | 0 / 3          |
| Fed Cup                      | –                 | –                 | PO                | PO                | PO                | PO                | PO                | PO                | PO                | PO                | PO                | PO                | –                 | –                 | –                 | 0 / 10         | 0 / 10         |
| Statistik                    | Statistik         | Statistik         | Statistik         | Statistik         | Statistik         | Statistik         | Statistik         | Statistik         | Statistik         | Statistik         | Statistik         | Statistik         | Statistik         | Statistik         | Statistik         | S/N            | Sieg%          |
| Turnierteilnahmen            | 7                 | 8                 | 15                | 23                | 24                | 24                | 18                | 20                | 22                | 21                | 21                | 23                | 21                | 18                | 14                | Gesamt: 279    | Gesamt: 279    |
| Erreichte Finals             | 0                 | 4                 | 1                 | 2                 | 3                 | 1                 | 1                 | 3                 | 5                 | 4                 | 2                 | 4                 | 3                 | 0                 | 0                 | Gesamt: 33     | Gesamt: 33     |
| Gewonnene Titel              | 0                 | 1                 | 0                 | 2                 | 3                 | 0                 | 0                 | 3                 | 3                 | 3                 | 1                 | 3                 | 3                 | 0                 | 0                 | Gesamt: 22     | Gesamt: 22     |
| Hartplatz-Siege/-Niederlagen | 3:1               | 10:2              | 24:9              | 18:10             | 32:14             | 30:17             | 26:13             | 36:12             | 41:12             | 46:14             | 33:16             | 37:19             | 43:12             | 20:14             | 10:11             | 409:176        | 70 %           |
| Sand-Siege/-Niederlagen      | 6:5               | 10:4              | 10:6              | 5:5               | 14:5              | 8:4               | 4:4               | 7:4               | 12:4              | 5:3               | 11:4              | 2:3               | 5:3               | 2:2               | 0:1               | 101:57         | 64 %           |
| Rasen-Siege/-Niederlagen     | 0:0               | 0:0               | 3:1               | 4:3               | 8:1               | 6:2               | 3:2               | 3:2               | 6:3               | 5:2               | 3:2               | 12:3              | 5:3               | 3:2               | 4:2               | 65:28          | 70 %           |
| Teppich-Siege/-Niederlagen   | 0:1               | 6:1               | 1:1               | 12:5              | 0:0               | 0:0               | 0:0               | 0:0               | 0:0               | 0:0               | 0:0               | 0:0               | 0:0               | 0:0               | 0:0               | 19:8           | 70 %           |
| Gesamt-Siege/-Niederlagen    | 9:7               | 26:7              | 38:17             | 39:23             | 54:20             | 44:23             | 33:19             | 46:18             | 59:19             | 56:19             | 47:22             | 51:25             | 53:18             | 25:18             | 14:14             | 594:269        | 69 %           |
| Sieg%                        | 56 %              | 79 %              | 69 %              | 63 %              | 73 %              | 66 %              | 63 %              | 72 %              | 76 %              | 75 %              | 68 %              | 67 %              | 75 %              | 58 %              | 50 %              | Gesamt:        | 69 %           |
| Jahresendposition            | 941               | 381               | 57                | 26                | 10                | 10                | 14                | 8                 | 4                 | 5                 | 6                 | 5                 | 3                 | 28                | 74                | N/A            | N/A            |

Zeichenerklärung: S = Turniersieg; F, HF, VF, AF = Einzug ins Finale / Halbfinale / Viertelfinale / Achtelfinale; 1, 2, 3 = Ausscheiden in der 1. / 2. / 3. Hauptrunde; RR = Round Robin (Gruppenphase); n. a. = nicht ausgetragen; a. K. = andere Kategorie; PO (Play-off) = Auf- und Abstiegsrunde im Fed Cup; K1, K2, K3 = Teilnahme in der Kontinentalgruppe I, II, III im Fed Cup.
Anmerkung: Diese Statistik berücksichtigt alle Ergebnisse im Einzel, so wie es auf der WTA-Seite steht. Dargestellt sind nur WTA-Turniere der Kategorie Tier I (bis 2008) bzw. die WTA-Turniere der Kategorien Premier Mandatory und Premier 5 (seit 2009).

### Abschneiden bei Grand-Slam-Turnieren im Doppel
| Turnier         | 2007 | 2008 | 2009 | 2010 | 2011 | 2012 | 2013 | Bilanz | Karriere |
| --------------- | ---- | ---- | ---- | ---- | ---- | ---- | ---- | ------ | -------- |
| Australian Open | 1    | 1    | 2    | HF   | AF   | AF   | —    | 9:6    | HF       |
| French Open     | AF   | 1    | VF   | VF   | 1    | 2    | —    | 9:6    | VF       |
| Wimbledon       | AF   | 2    | 1    | 2    | AF   | AF   | —    | 8:6    | AF       |
| US Open         | 2    | 1    | 1    | AF   | HF   | —    | —    | 7:5    | HF       |

## Privatleben
Radwańska kommt aus einer Sportlerfamilie. Ihr Großvater Władysław war Hockeyspieler beim KS Cracovia. Ihr Vater Robert Piotr Radwański, der sie und ihre Schwester auch trainierte, spielte Tennis beim KS Nadwiślan Kraków. Mutter Marta kümmert sich als Buchhalterin um die Finanzen ihrer Töchter. Ihre jüngere Schwester Urszula ist ebenfalls Tennisspielerin, beide spielten bereits bei denselben Turnieren und traten auch schon gegeneinander an.
Die gebürtige Krakauerin verbrachte ihre ersten Jahre im deutschen Gronau, wo ihr Vater Tennistrainer beim TV Grün-Gold war.
Im Juni 2007 machte sie ihr Abitur.
Am 22. Juli 2017 heiratete sie in Polen ihren langjährigen Freund und Trainingspartner.
Im Juli 2020 brachte Radwańska ihr erstes Kind zur Welt.